# 渥美清の父ちゃんがゆく
『渥美清の父ちゃんがゆく』（あつみきよしのとうちゃんがゆく）は、1969年4月6日から同年6月29日までフジテレビ系列局で放送されていたフジテレビ製作のテレビドラマである。全13話。放送時間は毎週日曜 20:00 - 20:56 （日本標準時）。

## 概要
中堅会社に勤める課長職のサラリーマンが成功を収めるまでの軌跡を描いた作品。主演はそれまで木曜22:00枠の『男はつらいよ』に出演していた渥美清で、同作品のキャストとスタッフの一部が引き続き本作にも参加していた。

## 出演者
- 渥美清
- 中畑道子
- 中村玉緒
- 長山藍子
- 岡崎友紀
- 四方晴美
- 津坂匡章（後の秋野太作）
- 佐藤蛾次郎

## スタッフ
- 原作：橋田壽賀子
- 脚本：橋田壽賀子 ほか
- 演出：小林俊一
- プロデューサー：小林俊一 ほか